# Fuente de Aldomar

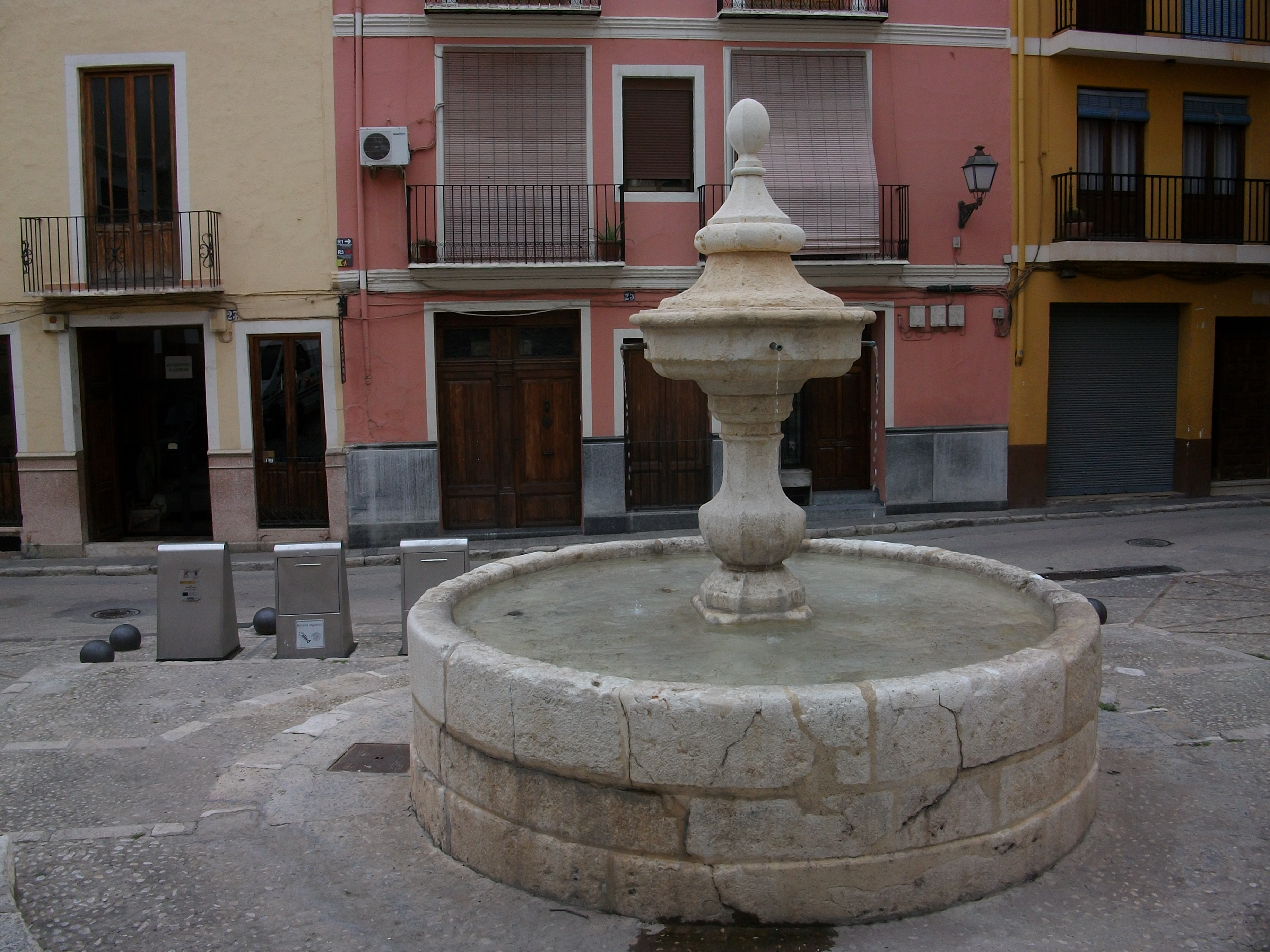
Fuente de Aldomar

La Fuente de Aldomar (en valenciano, Font d'Aldomar) es una fuente de la primera mitad del siglo XVIII, situada en la ciudad de Játiva (Valencia), España. Está situada en la plaza donde está la casa natal del papa Alejandro VI, justo en frente de su portal.

## Características
La fuente es de estilo barroco aunque sigue el modelo del gótico valenciano y está hecha de mármol de Buixcarró. Las dimensiones de la balsa hacen pensar que hizo la función de abrevadero para animales puesto que la altura de esta permite el acceso a los animales.